# Die Liebeskümmerer
Die Liebeskümmerer (englischer Titel: The Heartbreak Agency) ist ein deutscher Spielfilm aus dem Jahr 2024 von Regisseurin Shirel Peleg nach einem Drehbuch von Antonia Rothe-Liermann und Malte Welding mit Rosalie Thomass und Laurence Rupp in den Hauptrollen. Auf Netflix wurde die romantische Komödie am 14. Februar 2024 veröffentlicht.

## Handlung
Die alleinerziehende Maria Geiger hilft mit ihrer Agentur von Liebeskummer betroffenen Personen. Eine ihrer Klientinnen ist Santje, die mit ihrer Beziehung zum Journalisten Karl Nieke unzufrieden ist und ihn verlässt. Karl gibt Maria die Schuld daran und möchte es ihr heimzahlen, indem er sie öffentlich im Splash-Magazine als Schwindlerin bloßstellt. Ohne Genehmigung seines Vorgesetzten lädt er einen kritischen Artikel hoch und wird daraufhin ohne Bezüge freigestellt. Von Maria erhält Karl das Angebot, ihn dabei zu unterstützen, herauszufinden, woran seine Beziehung mit Santje tatsächlich gescheitert ist. 
Sein Vorgesetzter möchte von Karl einen Artikel über Liebeskummer und wie man damit umgeht, dafür soll er eine Gruppentherapie bei Maria machen. Karl freundet sich mit den anderen Teilnehmern der Gruppe an und gibt diesen eigene Ratschläge. Maria fordert ihn daraufhin auf, die Arbeit den Therapeuten zu überlassen. Karl wiederum ist der Meinung, dass Liebeskummer überhaupt nicht behandelt werden muss. Im Zuge der Gruppentherapie lernen sich Karl und Maria besser kennen, kommen sich näher, verbringen eine gemeinsame Liebesnacht und gehen schließlich eine Beziehung ein.

## Produktion und Hintergrund
Die Dreharbeiten fanden vom 11. Oktober bis zum 29. November 2022 in Berlin, Brandenburg und Mecklenburg-Vorpommern statt.
Produziert wurde der Film von der UFA Fiction (Produzentin Nataly Kudiabor, ausführende Produzentinnen Leonie Franziska Geisinger und Leslie-Alina Schäfer). Die Kamera führte Stephan Burchardt, die Montage verantwortete Yvonne Tetzlaff und das Casting Nina Haun. Die Filmmusik komponierte Jasmin Reuter. Den Ton gestalteten Philipp Sehling und Dominik Rätz, das Kostümbild Heike Fademrecht und das Szenenbild Alexandra Pilhatsch.
Elena-Katharina Sohn gründete 2011 die Agentur Die Liebeskümmerer, die auf psychologische Dienstleistungen rund um Liebeskummer, Liebe und Beziehungen spezialisiert ist. Ihr Ratgeber Goodbye Herzschmerz diente als Inspiration für die Netflix-Produktion.

## Rezeption
Tilmann P. Gangloff vergab auf tittelbach.tv 4,5 von 6 Sternen. Die Umsetzung der originell eingefädelten Geschichte erinnere konzeptionell mitunter ans Herzkino im ZDF, aber die Bildgestaltung sei ungleich hochwertiger; der optische Produktionswert habe Kinoniveau. Reizvoll sei der Wandel der zentralen Figuren, viele witzige Nebenebenen rundeten den Film zu einem sehenswerten Vergnügen ab.
Manuel Simbürger bewertete den Film auf film.at mit einem von fünf Sternen. Kein einziger Gag zünde, der Film reproduziere rückständige Geschlechterrollen immer und immer wieder aufs Neue und tapse von einer Klischeefalle in die nächste. Das Endprodukt sei ärgerlich oberflächlich, traditionell und belehrend.
Oliver Armknecht vergab auf film-rezensionen.de vier von zehn Punkten. Die Liebeskomödie verschwende ein potenziell interessantes Thema und eine gute Besetzung, weil es überall an Einfällen und an guten Witzen mangle.
Filmdienst.de schrieb, dass die romantische Komödie durch die männliche Hauptfigur, die recht plakativ als unsympathischer Chauvinist gezeichnet sei, nur schwer in Gang komme. Die allzu vorhersehbare Inszenierung warte mit schablonenhaften Versatzstücken und einer allzu plakativen Musik auf. Pointierte Wortwechsel und hübsche Einfälle könnten dies nicht ausgleichen.